# أرتورو أومبرتو إيليا
أرتورو أومبرتو إيليا (بالإسبانية: Arturo Umberto Illia Francesconi)‏ (و. 1900 – 1983 م) هو طبيب، وسياسي من الأرجنتين ولد في بيريغامنيو.

## التعليم
تعلم في جامعة بوينس آيرس.

## روابط خارجية
- ارتورو أمبرتو إيليا على موقع الموسوعة البريطانية (الإنجليزية)
- ارتورو أمبرتو إيليا على موقع مونزينجر (الألمانية)